# Lewis and Clark Village
Lewis and Clark Village és una població dels Estats Units a l'estat de Missouri. Segons el cens del 2000 tenia 155 habitants.

## Demografia
Segons el cens del 2000, Lewis and Clark Village tenia 155 habitants, 66 habitatges, i 39 famílies. La densitat de població era de 99,7 habitants per km².
Dels 66 habitatges en un 30,3% hi vivien nens de menys de 18 anys, en un 53% hi vivien parelles casades, en un 3% dones solteres, i en un 40,9% no eren unitats familiars. En el 34,8% dels habitatges hi vivien persones soles el 16,7% de les quals corresponia a persones de 65 anys o més que vivien soles. El nombre mitjà de persones vivint en cada habitatge era de 2,35 i el nombre mitjà de persones que vivien en cada família era de 3,08.
Per edats la població es repartia de la següent manera: un 24,5% tenia menys de 18 anys, un 7,1% entre 18 i 24, un 28,4% entre 25 i 44, un 26,5% de 45 a 60 i un 13,5% 65 anys o més.
L'edat mediana era de 39 anys. Per cada 100 dones de 18 o més anys hi havia 105,3 homes.
La renda mediana per habitatge era de 42.000 $ i la renda mediana per família de 50.000 $. Els homes tenien una renda mediana de 31.071 $ mentre que les dones 22.000 $. La renda per capita de la població era de 19.050 $. Entorn del 10% de les famílies i el 10,6% de la població estaven per davall del llindar de pobresa.

## Poblacions més properes
El següent diagrama mostra les poblacions més properes.